# Quai central
Cet article court présente un sujet plus développé dans : Quai de gare.

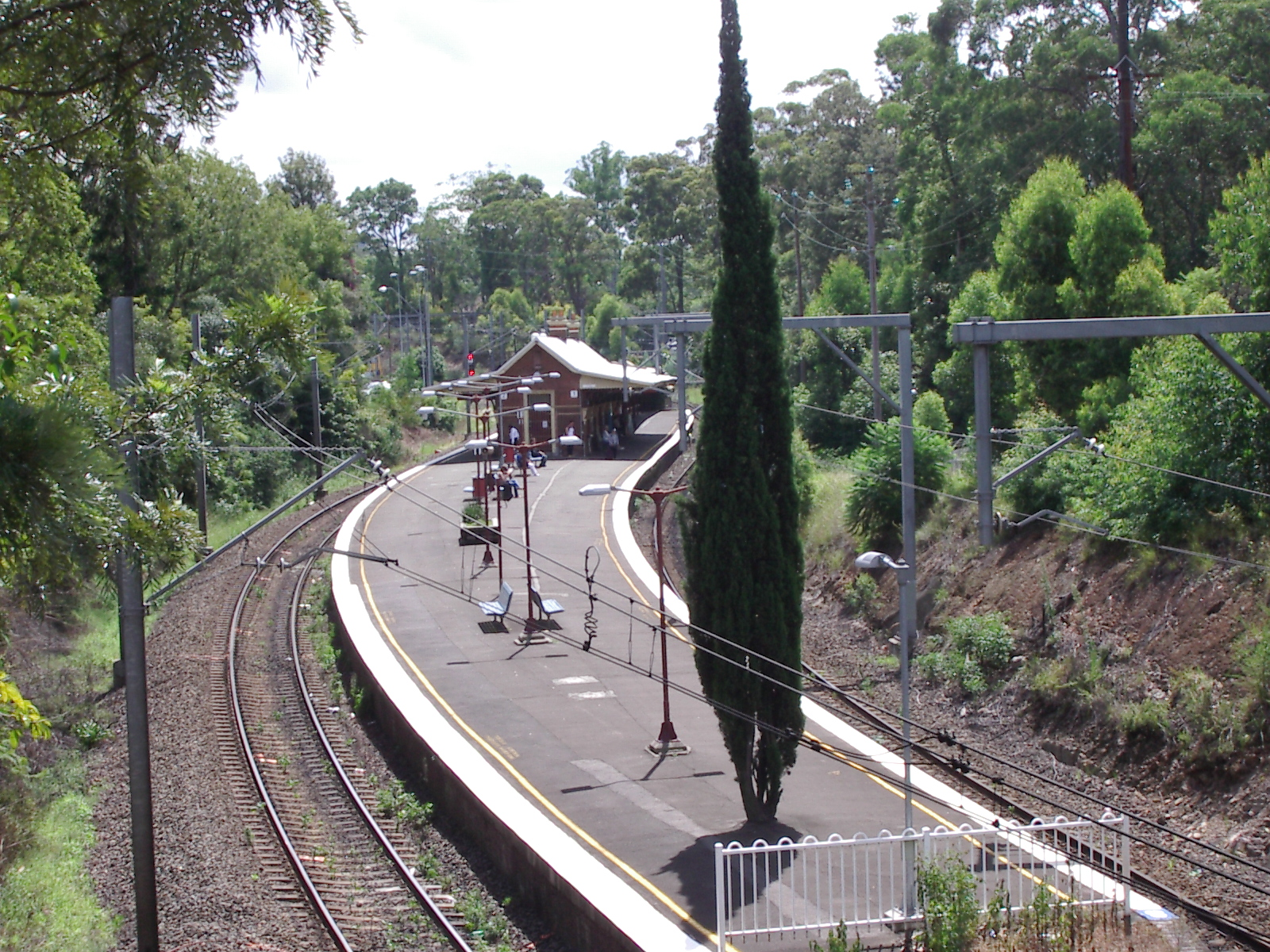
Exemple de quai central, à la gare de Beecroft, à Sydney, en Australie.

Dans le domaine ferroviaire, on parle de quai central lorsque la montée et la descente de voyageurs se fait sur une même plateforme encadrée des deux voies de circulation des trains.
Leur construction est généralement moins coûteuse, et ils permettent un gain de place par rapport aux quais latéraux. Cependant, la montée et descente de deux voies se faisant sur la même plateforme, les quais centraux sont plus sujets à des problèmes de circulation des voyageurs.
Dans certains cas, l'ensemble des bâtiments de la gare sont érigés sur le quai avec une sortie via un passage supérieur, inférieur ou à niveau.

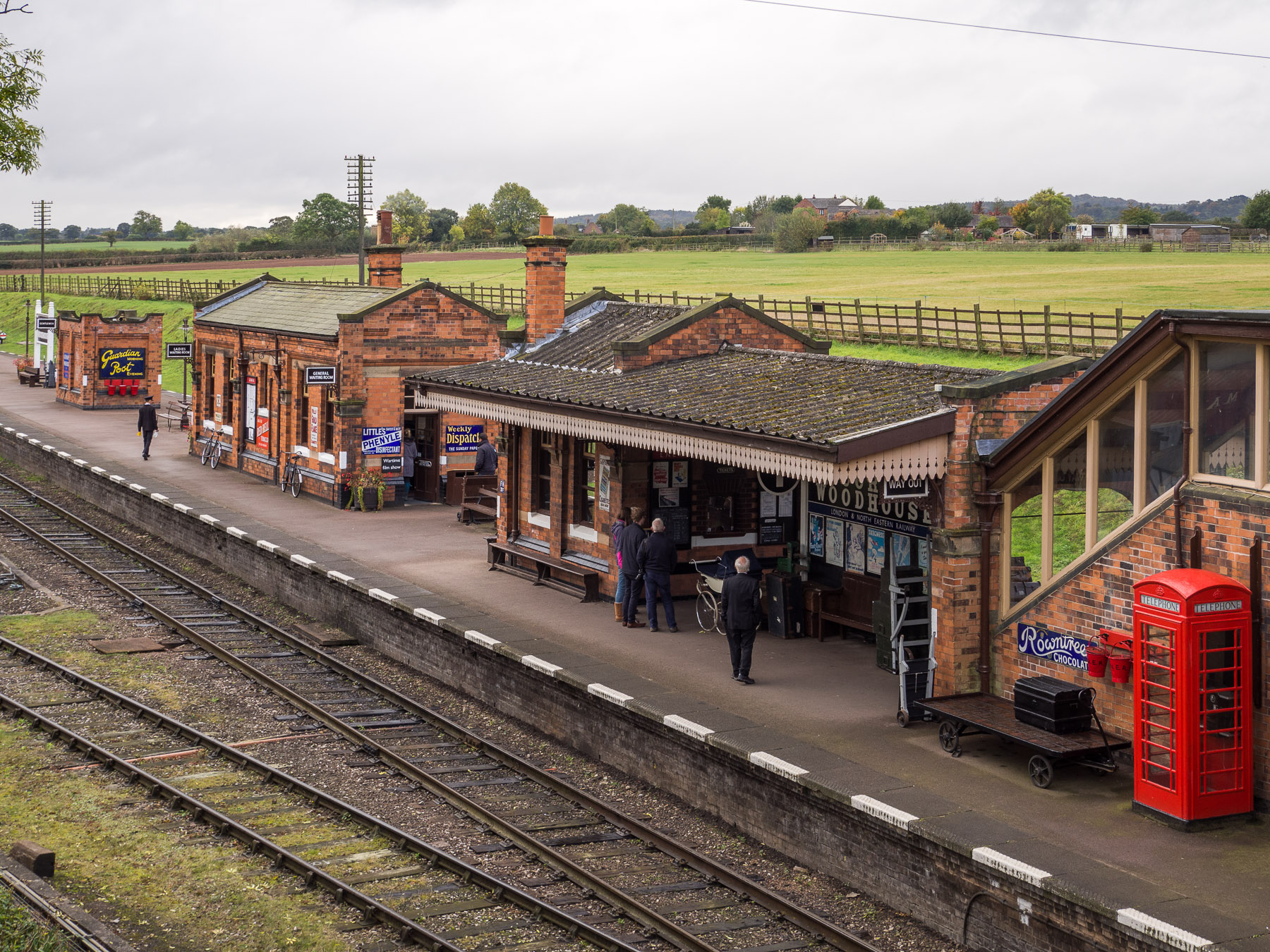
La gare de Quorn and Woodhouse (en) sur la Great Central Main Line.
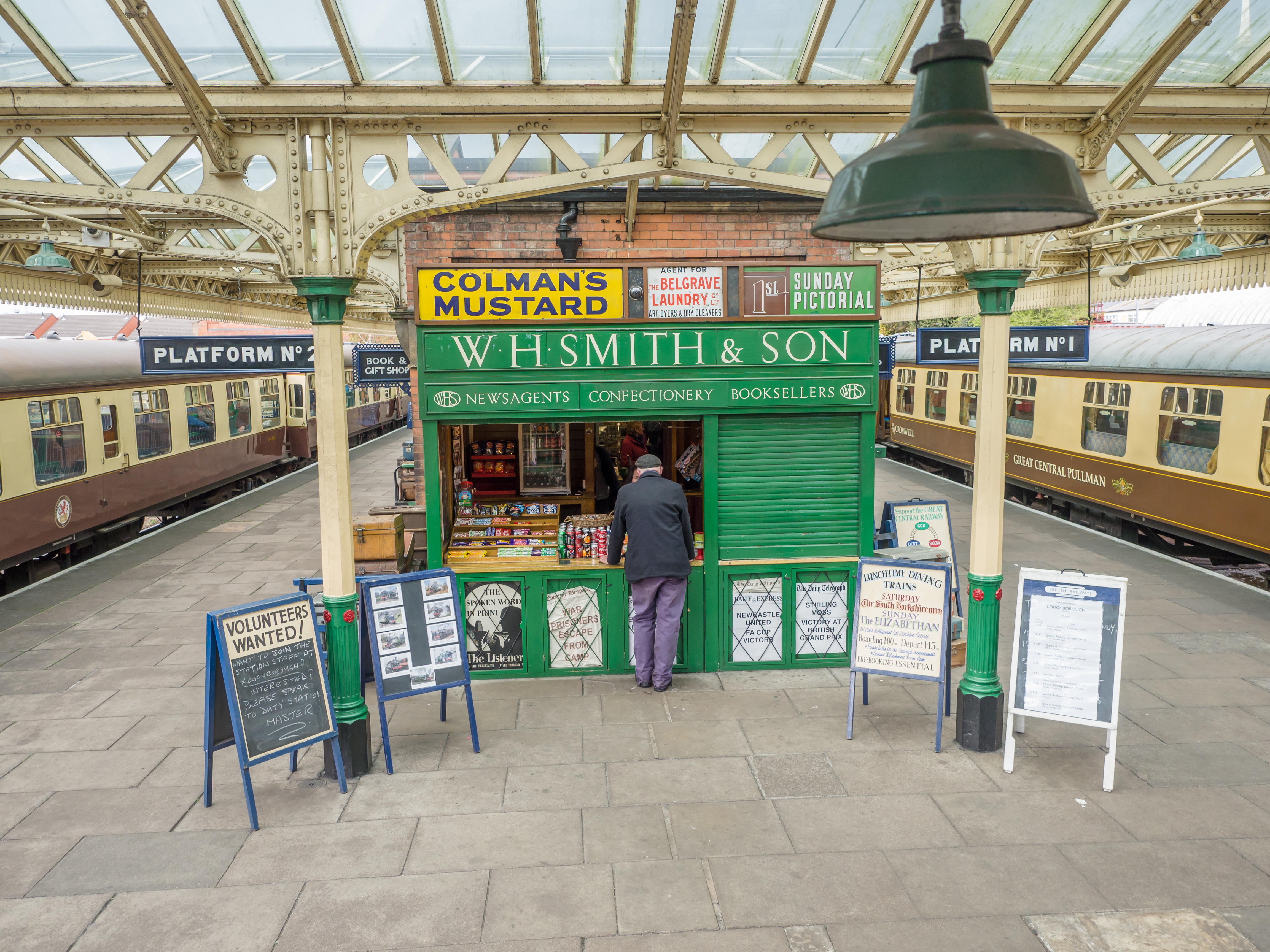
Unique quai de la gare de Loughborough Central (en).
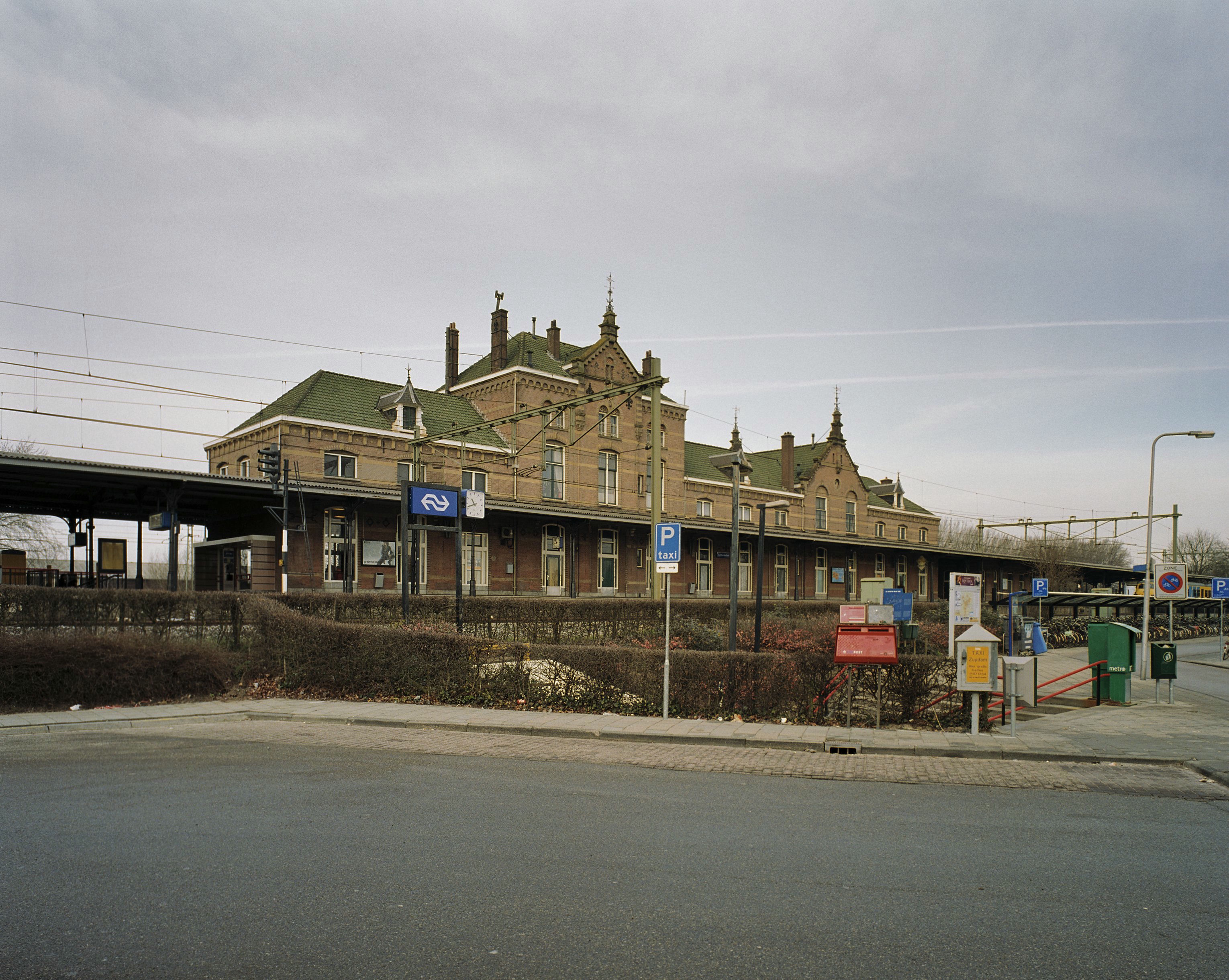
La gare de Geldermalsen bâtie sur un quai central.
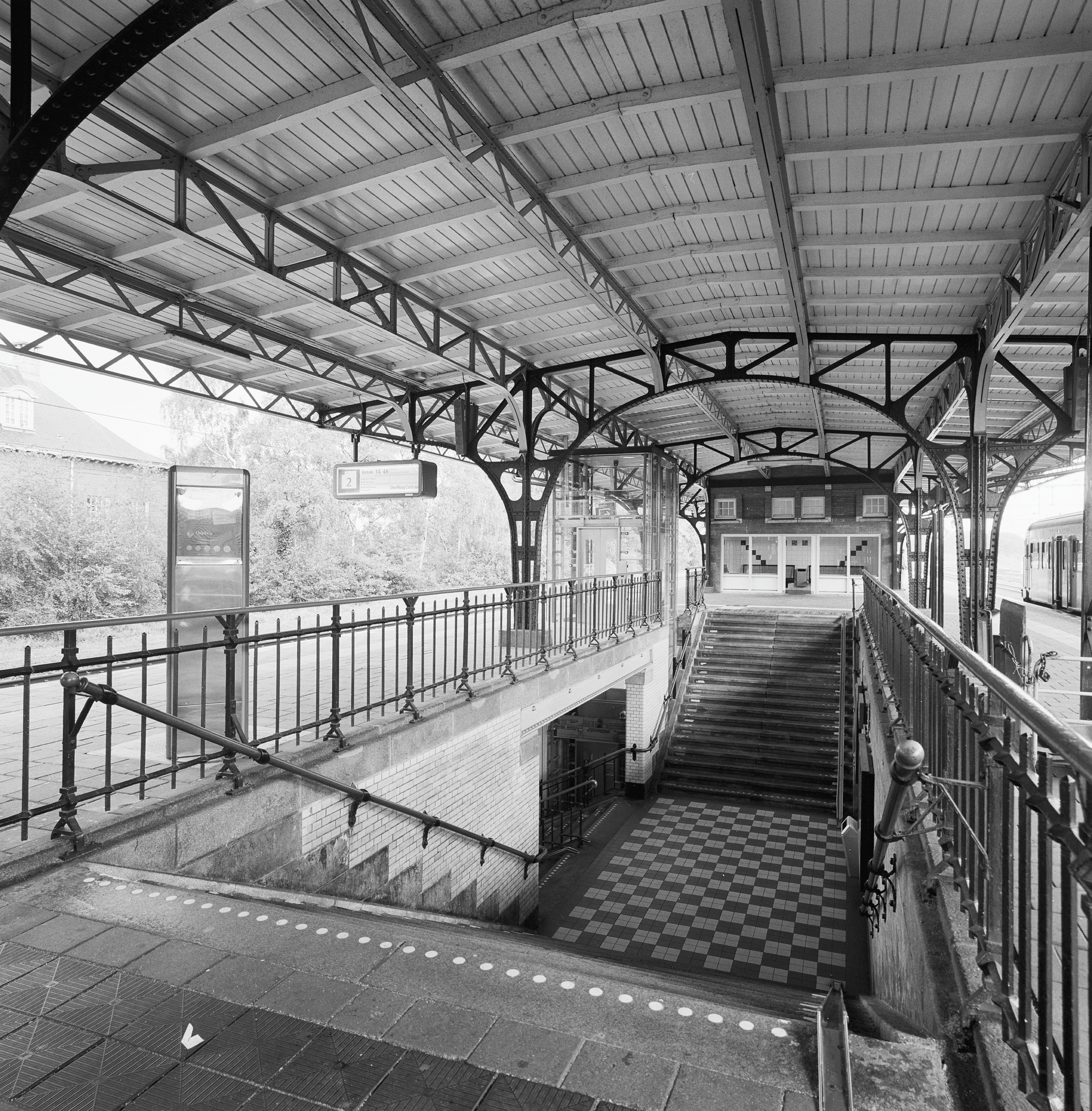
Quai unique de la gare de Weert relié au bâtiment des voyageurs par un tunnel.
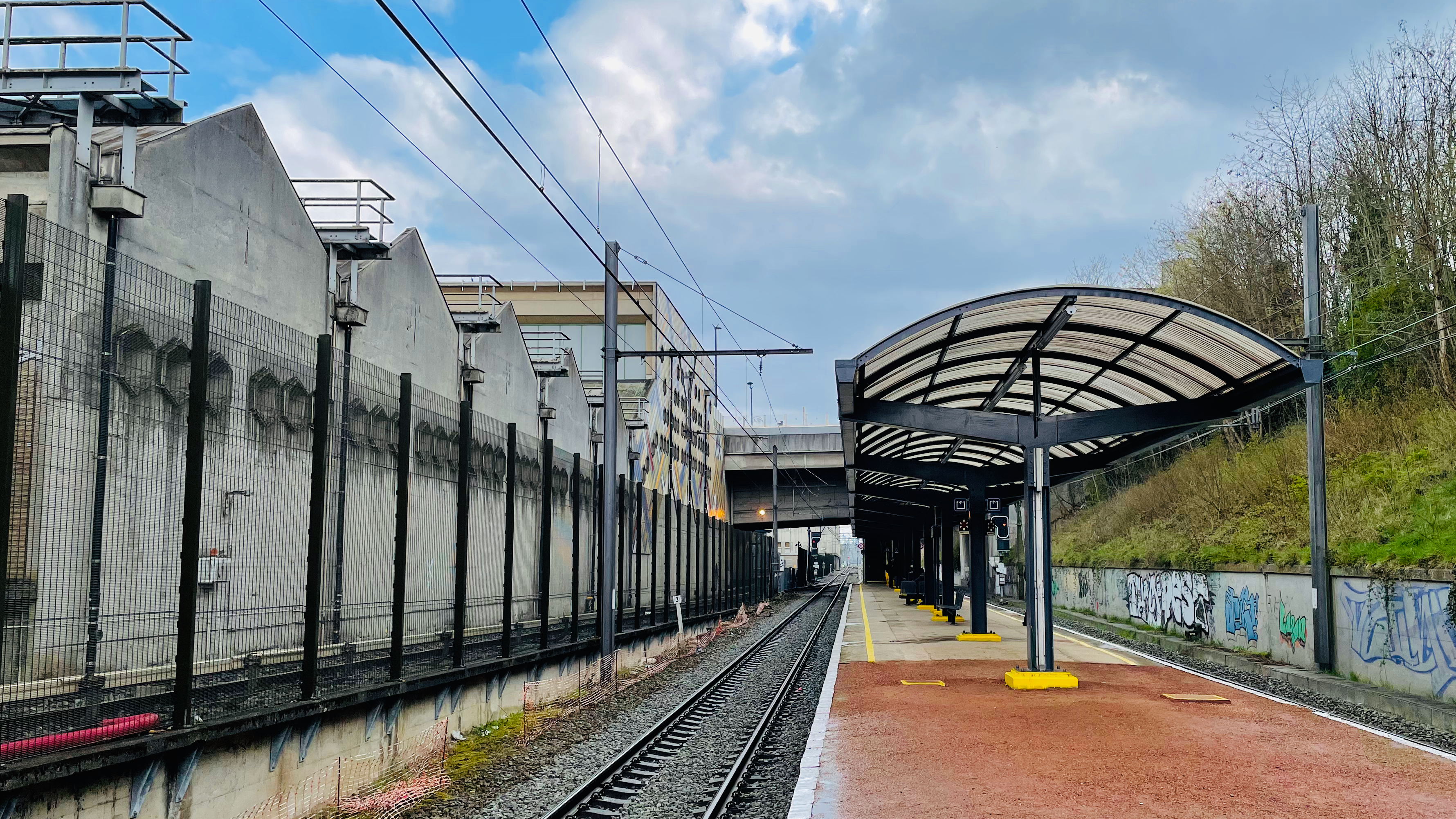
Gare de Delta (Bruxelles).